# Handball-Oberliga Baden-Württemberg der Männer 2018/19
Die Handball-Oberliga Baden-Württemberg 2018/19 wurde unter dem Dach der Handballverbände Baden, Südbaden sowie  Württemberg organisiert. Sie ist die höchste Spielklasse des Verbundes und wird unterhalb der 3. Liga als vierthöchste Spielklasse im deutschen Ligensystem eingestuft.

## Saisonverlauf
Die Handball-Oberliga Baden-Württemberg 2018/19 war die neunzehnte Ausspielung dieser Handballliga.

### Modus
Sechzehn Mannschaften spielten eine Vor- und Rückrunde. Nach Abschluss der daraus resultierenden Spieltage sind Meister und Vizemeister in die 3. Liga aufgestiegen und die letzten vier Mannschaften in die Verbandsligen abgestiegen.

## Teilnehmer
Nicht mehr dabei waren die Auf- und Absteiger der Vorsaison. Neu hinzukamen die Absteiger (A) der 3. Liga und die Aufsteiger (N) aus den Verbandsligen.

Handballverband Baden

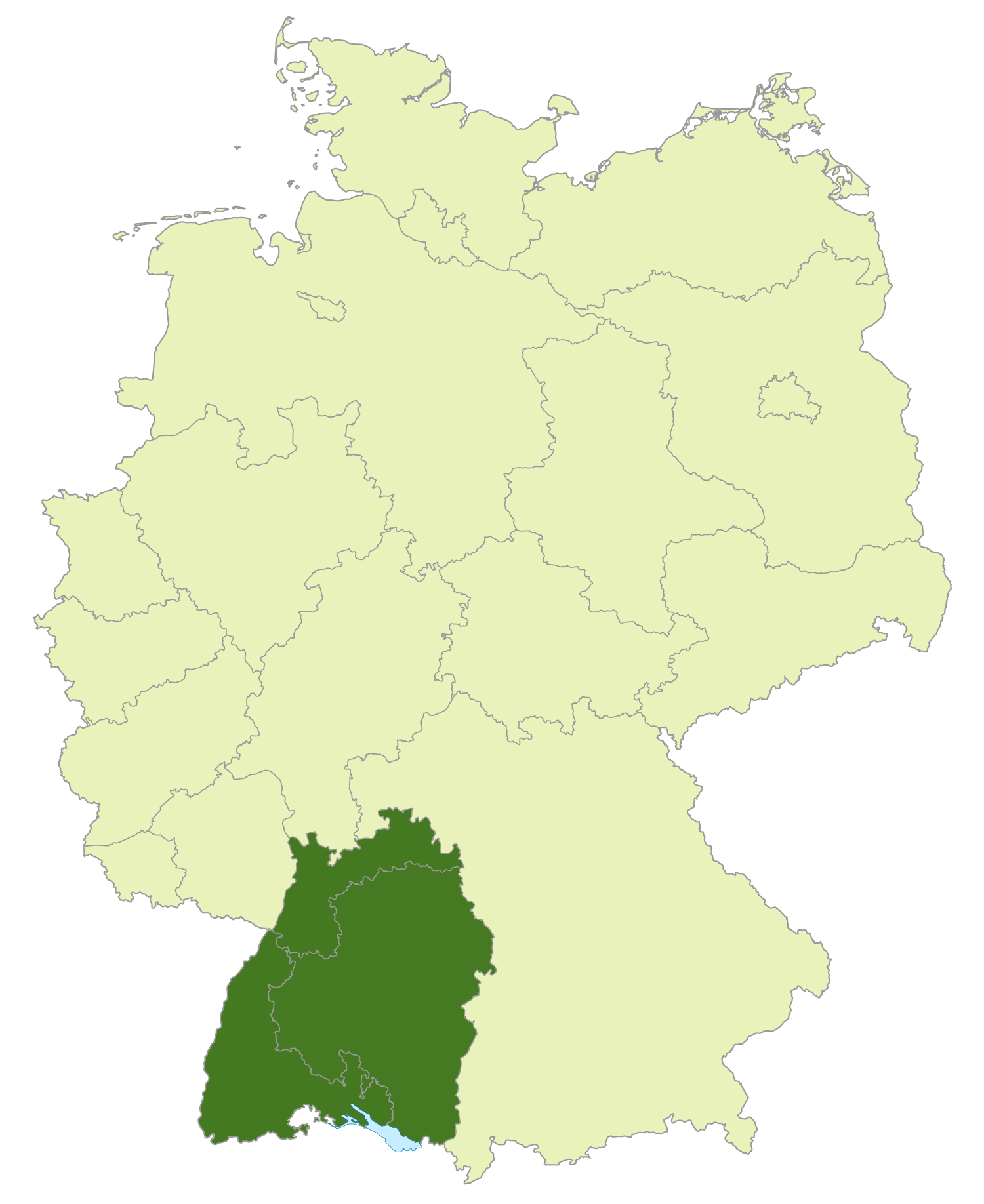
Bereich Handball-Oberliga
Baden-Württemberg

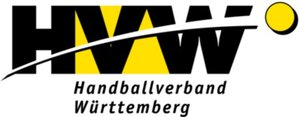
Handballverband Württemberg

### Abschlussplatzierungen
|  1. TSV 1899 Blaustein  2. TV 1887 Plochingen - 3. HSG Konstanz II (N) - 4. SG Köndringen/Teningen (A) - 5. SG Pforzheim/Eutingen - 6. TV Bittenfeld II (N) - 7. TSG Söflingen - 8. Sport-Union Neckarsulm - 9. SG H2Ku Herrenberg - 10 TSV 1866 Weinsberg - 11 TSV Zizishausen (N) - 12 TV Weilstetten  13 TuS Steißlingen  14 SV Remshalden  15 SG Heddesheim (N)  16 TV 1893 Neuhausen (A R) |

(A) = Absteiger aus der 3. Liga (N) = neu in der Liga (R) = Rückzug
  Meister und Aufsteiger zur 3. Liga 2019/20
  Vizemeister und Aufsteiger zur 3. Liga 2019/20
- Für die Oberliga 2019/20 qualifiziert